# Зикеевская волость
Зикеевская волость — волость в составе Жиздринского уезда Калужской (с 1920 — Брянской) губернии. Административный центр — село Зикеево.

## История
Зикеевская волость образована в ходе реформы 1861 года. Первоначально в состав волости входило 5 селений: село Зикеево, Ильюшины выселки, деревни Мурачевка, Петровка, Полюдово и 13 посёлков: Бережок, Бобровец, Блудовщина, Белогрядская лесная контора, Великое поле, Грядская, Медведка, Полюдовский хутор, Ратьково, Устье, Федючино, Фомин, Зикеевский хутор.
На 1880 год в составе волости числилось 4816 десятин земли. Население волости составляло в 1880 году — 2436, в 1896 — 4074, в 1913 — 5061 человек.
В волости была одна деревянная церковь Флора и Лавра в селе Зикеево. Кирпичная одноэтажная однопрестольная церковь была построена в 1862 году вместо деревянной на средства помещика Василия Семеновича Каншина. Закрыта в 1937, обращена в зерновой склад, взорвана немцами в 1943. Церковная территория частично застроена.
В 1997 году в Зикеево вновь образован приход Молитвенный дом Флора и Лавра. Для служб переоборудовано здание бывшей столовой, расположенное близ места прежнего храма. Кирпичное здание отмечено главкой, с августа 1998 года проводятся службы, реконструкция продолжается.
1 апреля 1920 года Жиздринский уезд и Зикеевская волость в его составе были перечислены в Брянскую губернию.
В 1924—1926 годах в ходе укрупнения волостей Зикеевская, Кондрыкинская, Яровщинская и часть Улемльской были объединены в Жиздринскую волость.
В 1929 году Брянская губерния и все её уезды были упразднены, а их территория вошла в состав новой Западной области.
С 1944 года территория Зикеевской волости относится к Жиздринскому району Калужской области.